# Cyclosurus mariei
Cyclosurus mariei fue una especie de molusco gasterópodo de la familia Cyclophoridae en el orden de los Mesogastropoda. 

## Distribución geográfica
Era  endémica de Mayotte.